# Hans Nadler (Denkmalpfleger)
Hans Nadler (* 1. Juli 1910 in Dresden; † 8. Oktober 2005 ebenda) war ein deutscher Architekt, Bauhistoriker und bekannter Denkmalpfleger. Er war sächsischer Landeskonservator und Honorarprofessor der TU Dresden.

## Leben

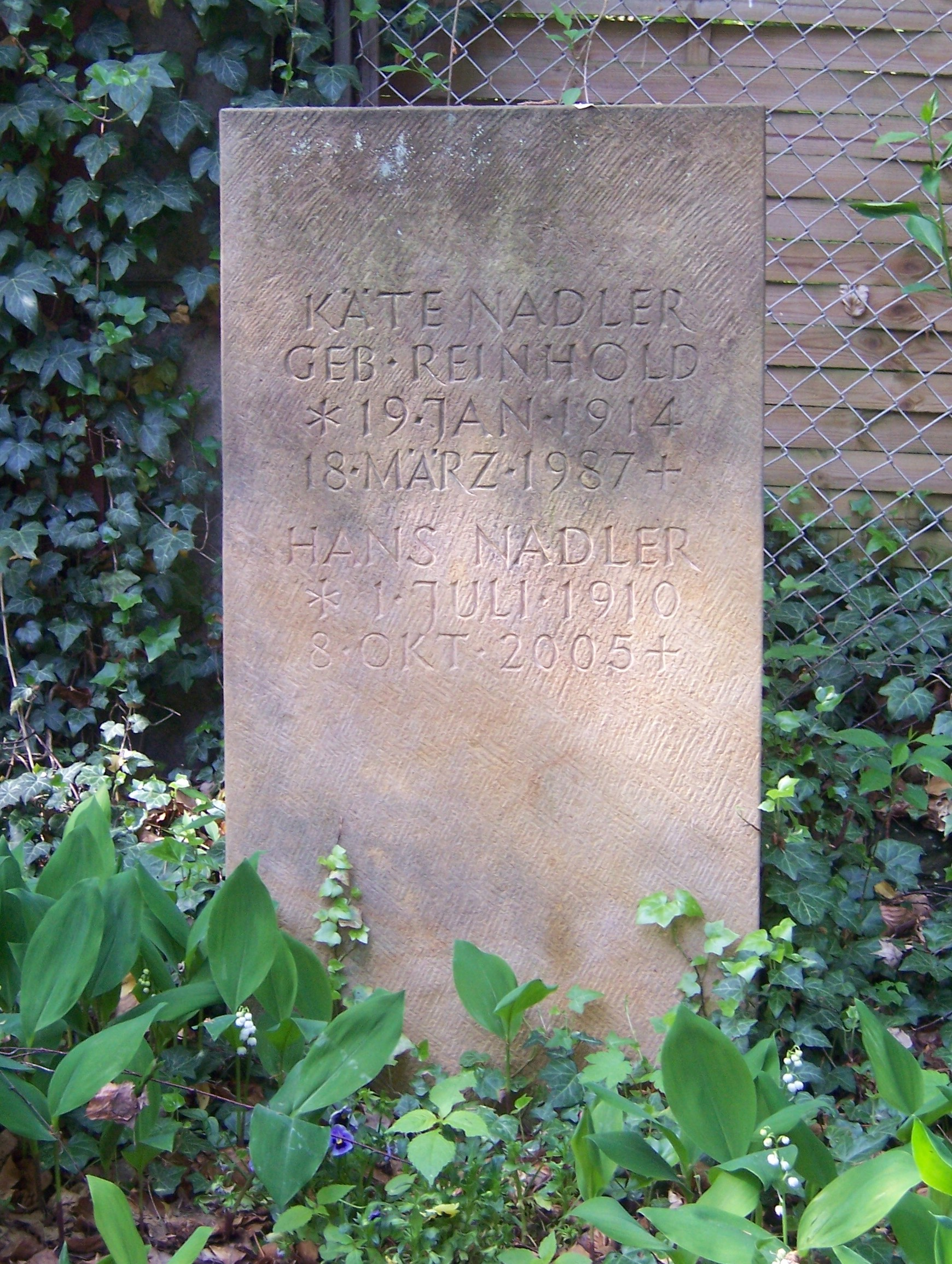
Grab Hans Nadlers auf dem Waldfriedhof Weißer Hirsch

Hans Nadler wurde 1910 als Sohn des Malers Hans Nadler sen. in Dresden geboren. Während seines Studiums der Architektur an der Technischen Hochschule Dresden arbeitete er als Assistent von Heinrich Sulze an Ausgrabungen in Pompeji im Auftrag des Deutschen Archäologischen Instituts. Am 3. Juni 1937 beantragte er die Aufnahme in die NSDAP und wurde rückwirkend zum 1. Mai desselben Jahres aufgenommen (Mitgliedsnummer 4.321.049). Er promovierte 1940 über die Wasserburg Göltzsch in Rodewisch im Vogtland. Nach dem Krieg wurde er ab 1945 Mitarbeiter des Sächsischen Landesamtes für Denkmalpflege. Mit Gerhard Ebeling und weiteren freiwilligen Helfern barg er wertvolle Architekturfragmente. In der DDR war er von 1949 bis 1952 Landeskonservator. Nach der Gliederung der DDR in Bezirke arbeitete er als Leiter des Instituts für Denkmalpflege Dresden mit der Zuständigkeit für die Bezirke Dresden, Karl-Marx-Stadt (Chemnitz), Leipzig und Cottbus. Er wurde zudem von der Technischen Universität Dresden zum Honorarprofessor für Denkmalpflege ernannt und war im Redaktionsbeirat der Zeitschrift Natur und Heimat tätig.
Bekannt wurde Nadler durch seinen vehementen und geschickten Einsatz zugunsten des Erhalts beschädigter Baudenkmäler in Dresden, zu dem er insbesondere durch seine Vorbilder „bewegt“ wurde, seinen Lehrer Heinrich Sulze und Walter Bachmann, dem er 1949 als Leiter des sächsischen Denkmalamtes nachfolgte. Durch die Luftangriffe auf Dresden war die Innere Altstadt, einschließlich der meisten Hauptwerke des Dresdner Barock, weitestgehend zerstört worden. Trotz des Neubaufurors schafften es Hans Nadler und seine Mitstreiter im Denkmalamt sowie auch die ehrenamtlichen Denkmalpfleger, in langen Verhandlungen mit den regierenden Kommunisten wichtige Ruinen wie das Dresdner Residenzschloss, die Semperoper, das Coselpalais, das Taschenbergpalais, das Kurländer Palais oder die Dreikönigskirche für einen späteren Wiederaufbau zu sichern. Die jahrzehntelange, auf Besucher sonderbar wirkende Durchsetzung der Dresdner Altstadt mit verkohlten Kriegsruinen war sein Werk, ebenso die dadurch bedingte Wiederauferstehung Dresdens als „Elbflorenz“ ab 1990. Fritz Löfflers Buch Das alte Dresden (1955), das in Zusammenarbeit des Instituts für Denkmalpflege und der Bauakademie vorbereitet wurde, sollte den Dresdnern die Erinnerung an die alte Stadt wachhalten und den Auswärtigen, insbesondere den Ostberliner Politikern, klarmachen, was die Trümmer einst bedeutet hatten.
Ohne jemals Mitglied der SED zu sein, war Nadlers beharrliche Stimme in Berlin unüberhörbar. Er schrieb zahlreiche Gutachten für die Erhaltung von gefährdeten Baudenkmalen, durch deren geschickte Argumentation er manche Rettung bewirken konnte. Zwinger, Katholische Hofkirche und Kreuzkirche wurden alsbald nach dem Krieg unter der Leitung des Denkmalamtes wieder restauriert, die ausgebrannten Ruinen von Landhaus, Gewandhaus und dem Palais im Großen Garten folgten in den 1960er Jahren, das erhaltene Kollegienhaus konnte Nadler noch 1982 mit viel Mühe retten, als Mitteltrakt des Hotels Bellevue. Die Schlösser Moritzburg und Pillnitz hatten den Krieg unbeschadet überstanden. Die spätere Rekonstruktion der völlig zerstörten Frauenkirche war nur dank der Erhaltung des Trümmerbergs möglich, den man auf Nadlers Vorschlag hin vorsorglich zum Kriegsmonument erklärt hatte. Ab 1989 plädierte Nadler vehement für einen baldigen Wiederaufbau.
Bei der Sophienkirche, Dresdens letztem gotischem Bauwerk, unterlagen die Denkmalschützer; die durchaus restaurierungsfähige Ruine wurde 1962 abgetragen und an ihrer Stelle eine Großgaststätte errichtet. 1968 wurde auch die Leipziger Paulinerkirche gesprengt. „Da sind wir mal wieder als zweiter Sieger rausgegangen“, lautete Nadlers kurzer Kommentar. Zahllose teilzerstörte Bauwerke wurden im Zuge des Wiederaufbaus der Stadt Dresden endgültig beseitigt und ganze Straßenzüge fielen der planmäßigen Enttrümmerung zum Opfer, darunter sehr viele barocke Bürgerhäuser, aber auch so bedeutende Großbauten wie das Altstädter Rathaus, das Neustädter Rathaus oder das Palais Wackerbarth. Als fatal erwies sich das Aufbaugesetz von 1950, das das Bemühen der Eigentümer um die Erhaltung und den Wiederaufbau ihrer Häuser in den Ruinengebieten beendete; sie wurden zum Verkauf an den Staat gezwungen, wobei der Käufer den Preis bestimmte; es folgte großflächiger Abriss und Neubebauung. Auch den Abriss vieler Schlösser und Herrenhäuser in Sachsen, auf den Befehl Nr. 209 der Sowjetischen Militäradministration in Deutschland (SMAD) vom 9. September 1947 hin, konnte er nicht abwenden; die Landesbodenkommission Sachsen hatte auf ihrer Sitzung vom 12. Dezember 1947 den für die sächsische Kulturlandschaft so verhängnisvollen Beschluss gefasst: „Die Kreisbodenkommissionen werden angewiesen, sofort mindestens 25 % der Herrenhäuser und Schlösser abzubrechen.“ Das war der Todesstoß für mehr als 240 Schlösser und Herrenhäuser in Sachsen.
Es gibt kaum einen Ort in Sachsen, in dem man nicht auf seine Spuren stößt. „Ohne Professor Nadler stünde hier gar nichts mehr“: Sätze wie diesen hört man überall zwischen Leipzig und Görlitz. Hans Nadler war Ehrenbürger von Dresden, Görlitz, Bad Muskau, Rodewisch, Torgau und Elsterwerda, der Geburtsstadt seines Vaters. Hier unterstützte er unter anderem die Gründung der Kleinen Galerie „Hans Nadler“, die den Namen seines Vaters, des Malers Hans Nadler, trägt. Von 1955 bis 2002 wohnte Nadler mit seiner Familie als Mieter in Dinglingers Weinberghaus, in dem er aus konservatorischen Gründen auf den Einbau einer Zentralheizung verzichtete. Hans Nadler verstarb am 8. Oktober 2005, 22 Tage vor der Wiederweihe der Frauenkirche, deren Wiederaufbau er zusammen mit Ludwig Güttler, Karl-Ludwig Hoch und Manfred von Ardenne mit dem Ruf aus Dresden am 13. Februar 1990 initiierte. Sein Grab befindet sich auf dem Waldfriedhof Weißer Hirsch. In der Tageszeitung Dresdner Neueste Nachrichten wurde er im Jahre 2000 zu einem der „100 Dresdner des 20. Jahrhunderts“ gewählt.
Nadler bewohnte seit 1955 das zu Dinglingers Weinberg gehörenden Gut am Elbhang in Dresden Loschwitz. Wegen eines mit den neuen Eigentümer, einem Dresdener Notar geführten, erbitterten Streits geriet Nadler Ende der 1990er-Jahre noch einmal in die Öffentlichkeit.

## Leistung und Kritik
Vergleichbar dem Wiederaufbau der Warschauer Altstadt unter Jan Zachwatowicz muss die Einstellung Hans Nadlers ähnlich wie jene von Margarete Kühn in Berlin oder jene der insgesamt rekonstruktionsfreudigen bayerischen Denkmalpflege nach 1945 im Zusammenhang mit den baukulturellen Verlusten durch den Bombenkrieg gesehen werden: Gegenüber der Schule von Denkmalpflegern, die sich an den nach langer Diskussion schließlich 1964 in der Charta von Venedig festgelegten Grundsätzen orientierte, glaubte Nadler daran, dass Rekonstruktion nicht bloß „Ausnahmecharakter“ (Artikel 9) haben dürfte, da er den Begriff der Identität, die durch Denkmalpflege konserviert werden soll, weiter gefasst sehen wollte. Wegen des traumatischen Identitätsverlustes in Dresden wich er deshalb von dem an die originale Substanz gekoppelten Begriff der Konservierung ab, der in ihr einen archivähnlichen Zeugniswert sieht, und ging nicht mehr von einem aktuell gefährdeten Schutzgut als vielmehr von einem aus der Erinnerung wiederentstehenden Gut aus. Schützenswert wurde in diesem Modell ein historischer Standort, der mit einem bestimmten Gebäudeentwurf verbunden war. So wurde beispielsweise die Ruine der Dresdner Frauenkirche, die als solche 1990 bereits eine historische Bedeutung erlangt hatte, zugunsten einer archäologischen Rekonstruktion aufgegeben. Die Kritik hielt dem entgegen, dass eine Rekonstruktion deutlich von dem Gestaltungswillen des Rekonstruierenden beeinflusst wird und es sich daher nicht im strengen Sinne um Denkmalpflege handelt, sondern um eine Neuschöpfung. Die Objektivierung, die darin liegt, nur original erhaltene historische Bausubstanz als schützenswert zu begreifen, da sie eine Vielzahl von – teilweise sogar nicht gewollten (Huse) – Eigenschaften überliefert, löste er zugunsten einer Subjektivierung, einer Hoffnung auf das Überwinden der Zerstörung auf.

## Auszeichnungen
- 1962: Nationalpreis für Kunst und Kultur III. Klasse
- 1965: Ehrenbürger der Stadt Bad Muskau
- 1976: Vaterländischer Verdienstorden in Bronze
- 1978: Europapreis für Denkmalpflege der Stiftung F.V.S. zu Hamburg
- 1981: Kunstpreis der Stadt Görlitz
- 1982: Martin-Andersen-Nexö-Kunstpreis der Stadt Dresden
- 1985: Deutscher Preis für Denkmalschutz Karl-Friedrich-Schinkel-Ring des Deutschen Nationalkomitees für Denkmalschutz
- 1989: Ehrenbürger der Stadt Elsterwerda
- 1991: Ehrenbürger der Stadt Rodewisch
- 1993: Bundesverdienstkreuz, Verdienstkreuz 1. Klasse
- 1994: Ehrenmitglied der Architektenkammer von Sachsen
- 1995: Ehrenbürger der Stadt Görlitz
- 1996: Ehrenbürger der Stadt Dresden
- 1997: Sächsischer Verdienstorden
- 1997: Erich-Kästner-Preis des Presseclubs Dresden e. V.
- 2001: Ehrenmitglied der Sächsischen Akademie der Künste
- 2001: Ehrenbürger der Stadt Torgau
- 2002: Preis für Denkmalpflege des Landkreises Elbe-Elster

## Darstellung Nadlers in der bildenden Kunst
- Siegfried Klotz: Bildnis Prof. Dr. Hans Nadler (1995, Öl auf Leinwand, 100,5 × 79,5 cm; Galerie Neue Meister Dresden, Inv.- Nr. 96/08)[6]